# Ralf Dörnen
Ralf Dörnen (geboren 1960 in Leverkusen) ist ein deutscher Choreograph und Ballettdirektor.

## Leben und Wirken
Ralf Dörnen legte 1979 in Leverkusen sein Abitur ab. Anschließend absolvierte er von 1979 bis 1980 eine Ballettausbildung am „Institut für Bühnentanz“ an der Hochschule für Musik und Tanz Köln. Im Jahr 1980 erhielt er den Anerkennungspreis beim Choreographischen Wettbewerb Köln. Ab 1980 war er Gruppentänzer am Hamburg Ballett unter dem Ballettintendanten und Chefchoreographen John Neumeier. Im Jahr 1986 wurde er Solist des Hamburg Balletts, arbeitete dort auch mit Mats Ek, Maurice Béjart, Jiří Kylián, Hans van Manen und Rudi van Dantzig und tanzte in Choreographien von George Balanchine, Jerome Robbins, José Limón, John Cranko und Murray Louis. 1992 war er als choreographische Assistenz für Mats Ek tätig.
Von 1993 bis 1997 war er freischaffender Choreograph und Ballettmeister unter anderem am Hamburg Ballett, am Deutschen Schauspielhaus Hamburg, Staatstheater Nürnberg, Staatstheater Oldenburg, den Städtischen Bühnen Bielefeld, am Allee-Theater Hamburg sowie in Griechenland, Portugal und Senegal.
Das Theater Vorpommern berief ihn 1997 als Ballettdirektor und Chefchoreograph. 1999 war er als Gastchoreograph am Semperoper Ballett in Dresden tätig. In Koproduktion mit der Expo 2000 in Hannover fand im Jahr 2000 die Uraufführung des Tanzstücks „Ich spinne mich in meiner Puppe ein...“ über Leben und Werk Caspar David Friedrichs statt. Als Gastchoreograph wirkte er auch im Jahr 2001 am Bayerischen Staatsballett in München und 2005/06 am Aalto-Theater in Essen. Im Jahr 2005 wurde ihm die Rubenow-Medaille der Hansestadt Greifswald für künstlerische und soziale Verdienste verliehen. Er war im Jahr 2009 nominiert für den Deutschen Theaterpreis Der Faust in der Kategorie „Choreographie“ für das Stück „Endstation Sehnsucht“. 2012 wirkte er als Gastchoreograph am Ballett des Nationaltheaters Brno. Im Jahr 2016 wurde ihm durch den Ministerpräsidenten Erwin Sellering der Kulturpreis des Landes Mecklenburg-Vorpommern verliehen.
Ab der Spielzeit 2021/2022 war er neben seiner Funktion des Ballettdirektors als Nachfolger von Dirk Löschner Intendant am Theater Vorpommern. Zum Ende der Spielzeit 2022/2023 tritt er als Geschäftsführer des Theater Vorpommern zurück, er bleibt als Ballettdirektor am Theater.

## Choreographien und Inszenierungen (Auswahl)
Seit seinem Engagement im Jahr 1997 als Ballettdirektor und Chefchoreograph des BallettVorpommern kreierte er für das Theater Vorpommern bis ins Jahr 2016 über 60 Ballette. Das für die Semperoper Dresden 1999 kreierte Ballett „Verklärte Nacht“ (Arnold Schönberg) wurde 2005 auch vom Aalto-Theater Essen und 2012 Nationaltheater Brno übernommen. Mit Benjamin Brittens „Death in Venice“ inszenierte er im Jahr 2006 seine erste Oper.

## Ehrungen und Preise
- 1980: Anerkennungspreis beim Choreographischen Wettbewerb Köln für das „Kindertotenlied“ (Musik: Gustav Mahler)
- 2005: Rubenow-Medaille der Hansestadt Greifswald für künstlerische und soziale Verdienste
- 2016: Kulturpreis des Landes Mecklenburg-Vorpommern durch den Ministerpräsidenten Erwin Sellering

„Es ist mir eine große Freude, Herrn Dörnen heute den Kulturpreis des Landes zu überreichen. Er und das Ballett stehen für Tanzkunst auf höchstem Niveau. Darauf kann der Preisträger, das Theater Vorpommern, darauf können wir alle in Mecklenburg-Vorpommern sehr stolz sein. (...)“